# Terra Vnesa
Terra Vnesa (* im 20. Jahrhundert in Toronto, Ontario als Terra Vanessa Kowalyk) ist eine kanadische Schauspielerin.

## Leben und Karriere
Terra Vnesa besuchte die Highschool in Unionville, Ontario.
Sie spielte in den Horrorfilmen 5ive Girls (2006) die Rolle der Cecilia und in Wrong Turn 4: Bloody Beginnings (2011) die Jenna.

## Filmografie (Auswahl)
- 1997: Gänsehaut (Goosebumps, Fernsehserie, 2 Folgen)
- 1998: Real Kids, Real Adventures (Fernsehserie, Folge 1x04)
- 1998–1999: Animorphs (Fernsehserie, 3 Folgen)
- 2000: Grusel, Grauen, Gänsehaut (Are You Afraid of the Dark?, Fernsehserie, Folge 2x02)
- 2002: Too Young to Be a Dad (Fernsehfilm)
- 2002: Master Spy: The Robert Hanssen Story (Fernsehfilm)
- 2003: Hurt
- 2004: 72 Hours: True Crime (Fernsehserie, Folge 1x05)
- 2004: Anonymous Rex (Fernsehfilm)
- 2005: Sonny by Dawn (Fernsehfilm)
- 2006: 11 Cameras (Fernsehserie, 20 Folgen)
- 2006: 5ive Girls
- 2007: Your Beautiful Cul de Sac Home
- 2008–2009: Degrassi: The Next Generation (Degrassi, Fernsehserie, 6 Folgen)
- 2009: The Best Years: Auf eigenen Füßen (The Best Years, Fernsehserie, Folge 2x01)
- 2011: Wrong Turn 4: Bloody Beginnings (Wrong Turn 4)
- 2012: The Listener – Hellhörig (The Listener, Fernsehserie, Folge 3x06)